# Bonesupport Holding
Bonesupport Holding AB är ett svenskt läkemedelsföretag som utvecklar och saluför det syntetiska injicerbara bengraftsubstitut Cerament, som används vid behandling av skador i skelettet.
Bonesupport grundades under tidigt 2000-tal som ett forskningsföretag i Lund av ortopeden Lars Lidgren. Bonesupport Holdings aktier är sedan 2017 noterade på Stockholmsbörsens huvudlista.